# جوزف ام. کری
جوزف ام. کری (به انگلیسی: Joseph M. Carey) سناتور سابق عضو حزب جمهوری‌خواه ایالات متحده آمریکا بود. وی در سال ۱۸۹۰ تا ۱۸۹۵ میلادی سناتور ایالت وایومینگ در سنای ایالات متحده آمریکا بود.